# Lars Barfoed

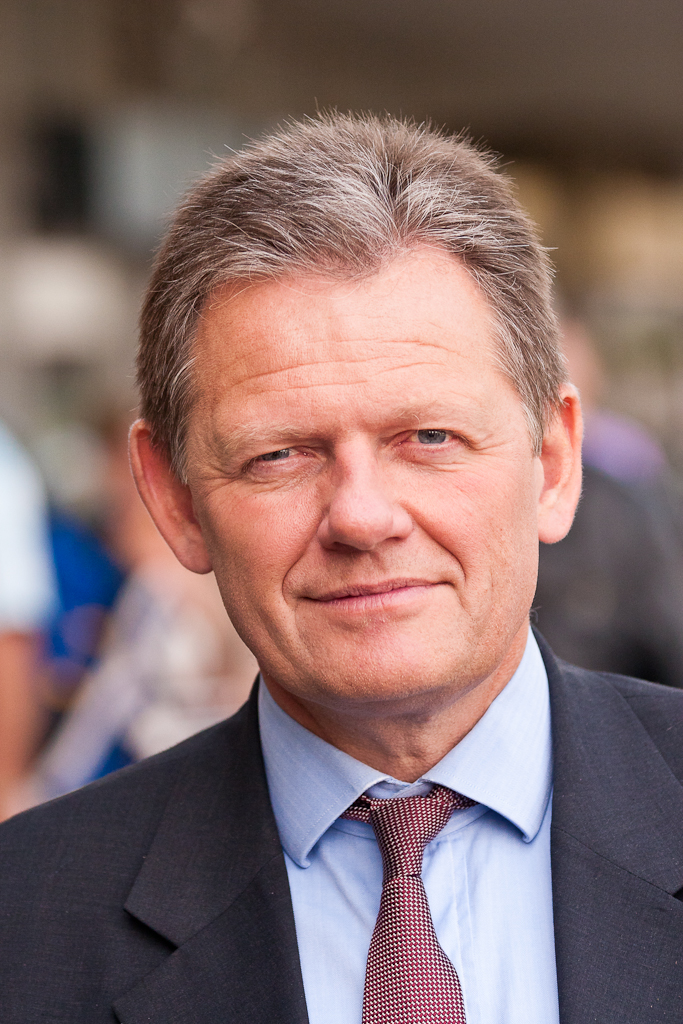
Lars Barfoed, 2011

Lars Barfoed (* 4. Juli 1957 in Frederiksberg) ist ein dänischer Politiker der Konservativen Volkspartei. 2011 wurde er Vorsitzender von Partei und Parlamentsfraktion, im Juni 2012 tauschte er den Fraktionsvorsitz gegen den Posten des Politischen Sprechers. Bei der Folketingswahl 2015 konnte er nicht erneut ins Parlament einziehen.

## Herkunft und Beruf
Barfoed ist Sohn des Kapitäns Erik Barfoed und der Bürokraft Tove Barfoed.
1981 machte er sein juristisches Examen an der Universität Kopenhagen. Von 1978 bis 1985 war er Mitglied im Stadtrat von Rødovre. Barfoed arbeitete 1981 bis 1982 als juristischer Sekretär der konservativen Folketingsfraktion. 1982 bis 1985 war er Sekretär des dänischen Arbeitgeberverbandes und stieg 1985 zum Direktor des Branchenvereinigung Dansk Organisation af Detailkæder auf. 1988 bis 1993 war er Direktor des Einzelhandelsverbandes Butikshandelens Fællesråd und nach einer Verbandsfusion Direktor von Dansk Handel & Service bis 1994. Von 1994 und 2001 war er Direktor von Finansrådet, dem Interessenverband der dänischen Banken und Sparkassen.

## Politik
2001 errang Barfoed für die Konservativen einen Abgeordnetensitz im Amt Frederiksborg, seit 2007 vertritt er den neugebildeten Wahlkreis Nordsjællands Storkreds. 2008 wurde er vorübergehend Fraktionsvorsitzender der Konservativen im Folketing.
Barfoed war von Februar 2005 bis Dezember 2006 Minister für Familien- und Verbraucherangelegenheiten. Er musste infolge eines Lebensmittelskandals zurücktreten. Im September 2008 kehrte er als Transportminister ins Kabinett zurück. Bei der Kabinettsumbildung vom 23. Februar 2010 wurde er Justizminister.
Nach der schweren Wahlniederlage 2011 und der Ablösung der Regierung Lars Løkke Rasmussen I wechselte Barfoed an die Fraktionsspitze. Im Zuge einer Rochade im konservativen Spitzenpersonal überließ er 2012 Brian Mikkelsen den Fraktionsvorsitz und agiert seitdem als Politischer Sprecher. Am 6. August 2014 zog Barfoed Konsequenzen aus den anhaltend schlechten Umfragewerten der Konservativen und kündigte seinen Rückzug vom Parteivorsitz an. Sein Nachfolger im Parteivorsitz wurde Søren Pape Poulsen.
Seit 2006 ist er Kommandeur des Dannebrogordens.